# بولاماجی (زنجان)
بولاماجی (زنجان)، روستایی از توابع بخش مرکزی شهرستان زنجان در استان زنجان ایران است.

## جمعیت
این روستا در دهستان بناب قرار دارد و براساس سرشماری مرکز آمار ایران در سال ۱۳۸۵، جمعیت آن ۴۲۱ نفر (۱۰۹خانوار) بوده‌است.